# Звонимир Вујин
Звонимир Вујин (Велики Бечкерек, 28. јун 1943 — Зрењанин, 8. децембар 2019) био је један од најбољих боксера лаке категорије Југославије, Европе и света шездесетих и седамдесетих година двадесетог века.

## Каријера
Био је члан боксерског клуба Банат (Зрењанин) и репрезентације Југославије. Био је вишеструки првак Југославије, Балкана, Медитерана и вицешампион Европе. Освојио је две олимпијске медаље у боксу. Освајач је и „Златне рукавице“ (1965) и „Оскара“ (1971).
Преминуо је у Зрењанину 8. децембра 2019. године.

## Најбољи резултати
- Првак Југославије: 1965, 1966, 1969. и 1972. године.
- Првак Балкана: 1966, 1967. и 1971. године.
- Првак Медитерана 1967. године
- Вицешампион на Европском првенству 1967. године

## Олимпијске игре
- Бронзана медаља у лакој категорији (1968. године у Мексику)
- Бронзана медаља у полувелтер категорији (1972. године у Минхену)